# Округ Шампејн (Охајо)
Округ Шампејн (енгл. Champaign County) је округ у америчкој савезној држави Охајо.

## Демографија
По попису из 2010. године број становника је 40.097, што је 1.207 (3,1%) становника више него 2000. године.
| Група             | 2000.          | 2010.          |
| Белци             | 37.079 (95,3%) | 37.743 (94,1%) |
| Афроамериканци    | 894 (2,3%)     | 892 (2,2%)     |
| Азијати           | 99 (0,3%)      | 153 (0,4%)     |
| Хиспаноамериканци | 269 (0,7%)     | 451 (1,1%)     |
| Укупно            | 38.890         | 40.097         |